# Fiore (film)
Fiore è un film drammatico del 2016 diretto da Claudio Giovannesi.
La pellicola è stata realizzata con i fondi del Ministero dei beni e delle attività culturali, ed è stato uno dei film italiani più acclamati dell'anno.

## Trama
In un carcere minorile, nel quale i maschi e le femmine non si possono incontrare, la giovane detenuta Daphne, resasi colpevole di rapina con una coetanea, si innamora di Josh. Inizia così tra loro una relazione fatta di sguardi fugace e lettere clandestine da una cella all'altra.
Traspare tuttavia un disagio di fondo che impedisce a Daphne, così come la stretta osservanza delle regole carcerarie, una vera ideazione e progettazione di un futuro migliore. Infatti la ragazza vede il suo futuro, con alterne reazioni da parte sua, ostacolato in qualche modo dalla precaria situazione del padre, ex detenuto in regime di libertà vigilata, e dalla nuova relazione di lui con una donna romena. Questa, molto religiosa e con idee conservatrici in forte contrasto con quelle di Daphne, ha un figlio piccolo, nato da una precedente relazione, con cui di fatto la ragazza non interagisce mai.
La festa per la prima comunione di quest'ultimo è la tanto attesa occasione per una uscita in permesso dall'istituto, occasione che per Daphne è anche quella di riconciliarsi con un destino che sembrava già scritto.

## Produzione

### Riprese
Parte del film è stata girata nel carcere minorile di Nisida a Napoli, contribuendo a conferire autenticità alla narrazione, nonostante la storia non sia ambientata in questa città.

## Distribuzione
Il film è stato presentato in concorso nella sezione Quinzaine des Réalisateurs al Festival di Cannes 2016.

## Accoglienza

### Incassi
In Italia al botteghino Fiore ha incassato 268 mila euro.

### Critica
Sulla rivista Cineforum Andrea Pirruccio ha assegnato al film 4 stelle su 5, scrivendo una recensione che recita:
Anche il critico cinematografico Paolo Mereghetti ha 'apprezzato il film, scrivendone una recensione notevolmente positiva sul Corriere della Sera, il 18 maggio 2016:
Il film è stato anche designato "Film della critica" dal Sindacato Nazionale Critici Cinematografici Italiani (SNCCI).

## Riconoscimenti
- 2016 - Nastro d'argento
  - Premio speciale a Claudio Giovannesi[10]
- 2016 - Bobbio Film Festival
  - Premio "Beppe Ciavatta" - Miglior regista esordiente a Claudio Giovannesi
  - Premio come migliore attrice a Daphne Scoccia
  - Premio del pubblico a Claudio Giovannesi
- 2017 - David di Donatello[11]
  - Migliore attore non protagonista a Valerio Mastandrea
  - Candidatura per il miglior film a Claudio Giovannesi
  - Candidatura per il miglior regista a Claudio Giovannesi
  - Candidatura per la migliore sceneggiatura originale a Claudio Giovannesi, Filippo Gravino e Antonella Lattanzi
  - Candidatura per il migliore produttore a IBC Movie, Pupkin Production con Rai Cinema
  - Candidatura per la migliore attrice protagonista a Daphne Scoccia
  - Candidatura a 3 Future Award a Claudio Giovannesi
- 2017 - Bari International Film Festival
  - Premio Mario Monicelli - Regista del miglior film a Claudio Giovannesi
- 2017 - Nastro d'argento
  - Premio Guglielmo Biraghi a Daphne Scoccia
  - Candidatura per il miglior film
  - Candidatura per la migliore sceneggiatura a Claudio Giovannesi, Filippo Gravino e Antonella Lattanzi
  - Candidatura per il migliore attore non protagonista a Valerio Mastandrea
  - Candidatura per la migliore fotografia a Daniele Ciprì
  - Candidatura per il miglior montaggio a Giuseppe Trepiccione
- 2017 - Ciak d'oro[12]
  - Bello & Invisibile a Claudio Giovannesi
  - Rivelazione dell'anno a Daphne Scoccia
  - Candidatura per la migliore sceneggiatura a Claudio Giovannesi, Filippo Gravino e Antonella Lattanzi
  - Candidatura per il migliore produttore a Beppe Caschetto, Rita Rognoni, Valerio Mastandrea, Gianni Zanasi